# The Beatles (No. 1)
The Beatles (No. 1) es el tercer EP por el grupo The Beatles, lanzado el 1 de noviembre de 1963, sólo contiene canciones de Please Please Me su único álbum hasta el momento ya que a finales de ese mismo mes saldría a la venta "With The Beatles". Parlophone lo catalogó como GEP 8883. Como todo EP por The Beatles sólo se publicó en mono.The Beatles (No. 1) alcanzó el puesto nº24 en ventas.
Este EP contiene sólo canciones del primer álbum del grupo, ya que ese mismo mes se publicaría su segundo álbum. Las dos primeras canciones del EP son también las primeras dos de "Please Please Me", las cuales son compuestas ambas por John Lennon y Paul McCartney, las otras dos son versiones de Alexander y Goffin /King. La portada de este EP es igual a la de su primer álbum, inclusive las letras rojas que dicen THE BEATLES, son iguales, pero a diferencia a la foto del LP, abajo de las letras rojas dice en letras más chicas y en negro N.º 1.
En 1981 "The Beatles (No. 1)" fue compilado en "The Beatles EP Collection" en formato de discos de vinilo, y más tarde en 1992 en "The Beatles Compact Disc EP Collection" en formato de varios discos compactos.

## Lista de canciones
Todas las canciones escritas y compuestas por McCartney—Lennon, excepto donde esta anotado. 
| Cara 1 |                            |                     |          |  |
| N.º    | Título                     | Vocalista principal | Duración |  |
| 1.     | «I Saw Her Standing There» | McCartney           | 2:56     |  |
| 2.     | «Misery»                   | Lennon y McCartney  | 1:50     |  |

| Cara 2 |                                |                     |          |  |
| N.º    | Título                         | Vocalista principal | Duración |  |
| 1.     | «Anna (Go to Him)» (Alexander) | Lennon              | 2:57     |  |
| 2.     | «Chains» (Goffin—King)         | Harrison            | 2:27     |  |